# Acordo de Campala
O Acordo de Campala foi um acordo feito em Campala, Uganda, em conformidade com a Carta Federal Transitória da República Somali para encerrar a fase transitória do Governo Federal de Transição em 20 de agosto de 2011. Foi assinado em 9 de junho de 2011 por Sharif Sheikh Ahmed, Presidente do Governo Federal de Transição, Sharif Hassan Sheikh Aden, Presidente do Parlamento Federal de Transição, Yoweri Kaguta Museveni, Presidente da República de Uganda e  Augustine Mahiga, Representante Especial do Secretário Geral das Nações Unidas.

## Renúncia do primeiro-ministro
Uma das condições do Acordo de Campala era que o primeiro-ministro Mohamed Abdullahi Mohamed "Farmajo" renunciasse em 30 dias. O anúncio da proposta de renúncia do primeiro-ministro foi imediatamente recebido com protestos em várias cidades. Milhares de civis, muitos soldados governistas e alguns legisladores marcharam pelas ruas de Mogadíscio, pedindo a demissão do Presidente, do Presidente do Parlamento e do Parlamento. A multidão também exigiu que o primeiro-ministro fosse reintegrado e descreveu Mohamed como o "único líder honesto dos últimos anos".
Em 11 de junho de 2011, o primeiro-ministro divulgou uma declaração indicando que a decisão de Campala deveria ser apresentada ao Parlamento para debate e avaliada de acordo com as leis estipuladas na constituição nacional. O primeiro-ministro também afirmou que só renunciaria se os legisladores votassem a favor do acordo. Isso foi repetido pelo Gabinete, que indicou em um comunicado de imprensa que, depois de se reunir para discutir a decisão de Campala, os ministros concordaram que o acordo deve ser apresentado ao Parlamento para avaliação. Além disso, mais de 200 parlamentares teriam procurado instar o primeiro-ministro a reunir novamente o Parlamento para deliberar a decisão, indicando em uma declaração separada que o acordo privou os parlamentares de seu papel legislativo em relação ao governo.
No dia seguinte, o presidente Sharif Ahmed divulgou uma declaração na qual condenou os protestos, descrevendo-os como "ilegais". Ele também sugeriu que alguns funcionários do governo estavam financiando os comícios em Mogadíscio, e alertou que o grupo islamista radical Al-Shabaab, que trava uma guerra contra o governo federal, poderia tentar explorar as manifestações para lançar ataques terroristas.
Em 19 de junho de 2011, Mohamed Abdullahi Mohamed renunciou ao cargo de primeiro-ministro da Somália como parte das condições do Acordo de Campala. O acordo previa também a prorrogação dos mandatos do Presidente, do Presidente do Parlamento e dos Deputados até Agosto de 2012, altura em que deverão ser organizadas novas eleições. Em seu discurso de despedida, o primeiro-ministro indicou que estava deixando o cargo "no interesse do povo somali e da situação atual na Somália". Também agradeceu ao seu Gabinete por seus esforços para melhorar a situação de segurança e os padrões de governança no país.
Abdiweli Mohamed Ali, ex-ministro do Planejamento e Cooperação Internacional de Mohamed, foi nomeado primeiro-ministro interino no mesmo dia. Poucos dias depois, em 23 de junho de 2011, Ali foi nomeado primeiro-ministro permanente.

## Críticas
O Acordo de Campala, bem como a renúncia do primeiro-ministro, foram recebidos com indignação pela população e por alguns legisladores somalis. Alguns dos pontos criticados referem-se a um artigo que pede ao parlamento que não submeta o governo a votos de desconfiança e outro exigindo que os países vizinhos, com a participação das Nações Unidas e da União Africana, supervisionem e monitorem o cumprimento do acordo pelo governo. Segundo o parlamentar Mohamed Abdi Yusuf, a decisão de Campala "sujeita o país à tutela"; outro parlamentar declarou que o acordo assinado em Uganda é “totalmente contra a soberania da nação somali. Isso tira o direito do parlamento de fazer leis.”
Observadores sugeriram que a renúncia de Mohamed poderia oferecer aos militantes uma oportunidade para tirar proveito sobre a situação e retroceder os ganhos territoriais obtidos por seu governo na insurgência em curso no sul da Somália. Também opinaram que demitir o primeiro-ministro não resolveria a longa luta pelo poder entre o presidente Sharif Ahmed e o presidente do Parlamento, Sharif Hassan, mas poderia inadvertidamente exacerbar e prolongá-la. Além disso, analistas políticos sugeriram que o acordo de Campala apresenta outras questões potenciais de longo prazo, como facilitar a intervenção e intromissão de países vizinhos, com o papel do governo de Uganda como árbitro final, em particular, citado como problemático.
Em uma entrevista em 16 de junho de 2011, o subsecretário de Relações Exteriores da Itália, Alfredo Mantica, expressou apoio à posição do primeiro-ministro Mohamed em relação ao acordo de Campala. Mantica afirmou que o governo italiano acreditava que o acordo deveria ser revisto no Parlamento. Também indicou que "o primeiro-ministro está no cargo há cinco meses. E [é] cedo para julgar seu trabalho. Mas o que ele fez até agora tem sido muito positivo. Tem alcançado resultados importantes. O governo já parecia um milagre [...] A força da instabilidade na Somália é uma constante. E o primeiro-ministro representa a estabilidade."